# 강원길
강원길 (한국 한자: 姜源吉, 1968년 3월 17일 ~ )는 대한민국의 은퇴한 축구 선수이다.